# HD 133670
HD 133670，又名BD-21 4030，SAO 183176、HR 5620，是一颗恒星，视星等为6.17，位于銀經339.86，銀緯30.99，其B1900.0坐标为赤經15h 0m 40.8s，赤緯-21° 30.99′ 34″。